# 柳甫
柳甫（りゅう ほ、? - 239年）は、中国三国時代の武将。238年に遼東の地で燕王を僭称した公孫淵配下の参軍。
238年（景初2年）に討伐に来た魏の司馬懿との1年近くにわたる戦いに惨敗した公孫淵は和睦の使者として相国・王建、御史大夫・柳甫らを送るが、司馬懿は聞かず、その場で柳甫と王建を斬首し、その首を2人の従者に持たせて帰らせた。この後、公孫淵は侍中・衛演を使者に派遣し、今度は自身の子の公孫脩を人質に出すことを条件に和睦を結ぼうとしたがこれも司馬懿に突っぱねられた。公孫淵は逃走しようとしたところを捕らえられ公孫脩や延臣に遼東の7千人の男子とともに処刑された（遼隧の戦い）。
小説『三国志演義』でもほぼ同様のやり取りが描かれている。